# Pieter van Os
Pour les articles homonymes, voir van Os.
Pieter Gerardus van Os (8 octobre 1776 - 28 mars 1839) est un peintre et graveur néerlandais, membre de la célèbre famille d'artistes Van Os.

## Biographie
Né à La Haye, fils de Jan van Os, peintre de fleurs et poète, il y  étudie avec son père et de 1794 à 1795 à l'Académie royale des beaux-arts de La Haye. Pendant cette période, il copie des œuvres de Paulus Potter et Charles Dujardin. Il aime particulièrement peindre les animaux et a fait une si excellente copie d'une des œuvres de Potter Jeune Taureau, qu'elle est achetée par Guillaume V d'Orange-Nassau.
Après avoir terminé sa formation, il part pour Amsterdam, où il vit principalement en peignant des miniatures de portraits plutôt médiocres, et en donnant des cours de dessin. Il a deux fils, George Johannes Jacobus van Os et Pieter Frederik van Os (1808–1892) devenu peintre, et qui a eu pour élève Anton Mauve.
Chevalier dans l'ordre du Dutch Lion, il est soldat et capitaine des volontaires (1813-1814) au siège de Naarden. 
Il devient un membre de quatrième classe de l'Académie royale en 1820.
En mars 1825 il se brise le bras droit et apprend à peindre de la main gauche.
Il meurt à La Haye en 1839.

## Œuvre
Vers 1805, il commence à se consacrer à la production de peintures de paysages où figure son sujet favori, le bétail. Il est encore fortement influencé par les maîtres hollandais du XVIIe siècle. En 1808, son Paysage vallonné avec du bétail remporta le prix Louis Bonaparte du meilleur paysage lors de la première exposition publique d'art contemporain néerlandais à Amsterdam.
- Paysage avec bétail (1806), huile sur panneau, 38 × 52 cm, Rijksmuseum, Amsterdam[3]

En 1813 et 1814, il s'entraîne en tant que capitaine de volontaires et s'essaye à des sujets militaires et un tableau de ce genre lui a été acheté pour son palais de Saint-Pétersbourg, par Alexandre Ier.
- Avant-poste cosaque en 1813 (1813-1815), huile sur panneau, 122 × 127 cm, Rijksmuseum, Amsterdam[4]
- L'Arrivée des cosaques à Utrecht en 1813 (1816), huile sur toile, 142 × 170 cm, Centraal Museum, Utrecht[5]
- La Traversée du Karnemelksloot près de Naarden (janvier 1814) (1814-1815), huile sur toile, 96 × 128 cm, Rijksmuseum, Amsterdam[6]
- Vue lointaine des prés à ’s-Graveland (1817), huile sur toile, 111 × 189 cm, Rijksmuseum, Amsterdam[7]
- Le Canal à ’s-Graveland (1818), huile sur toile, 111 × 189 cm, Rijksmuseum, Amsterdam[8]

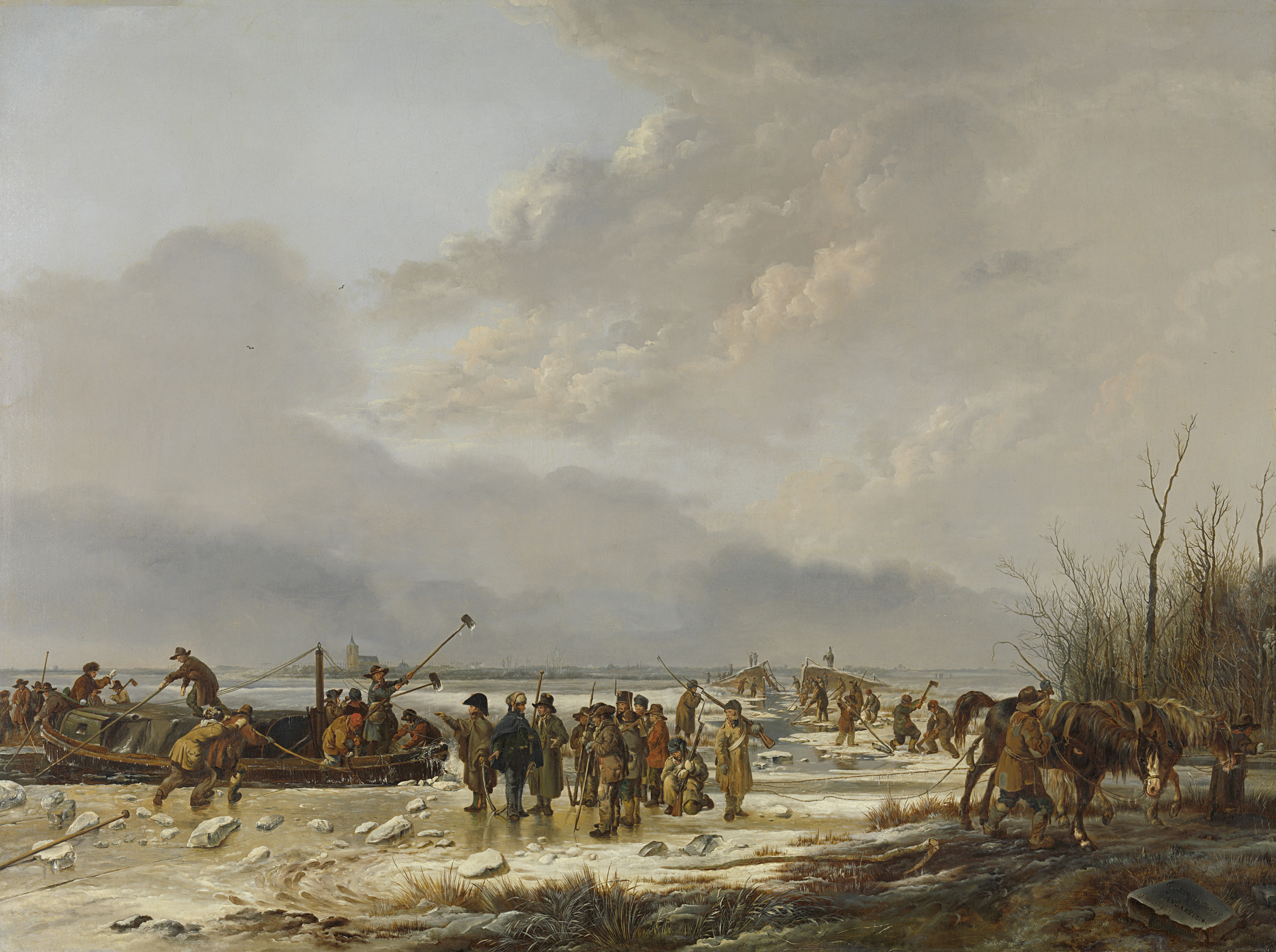
Traversée du Karnemelksloot (1814-1815) Rijksmuseum, Amsterdam
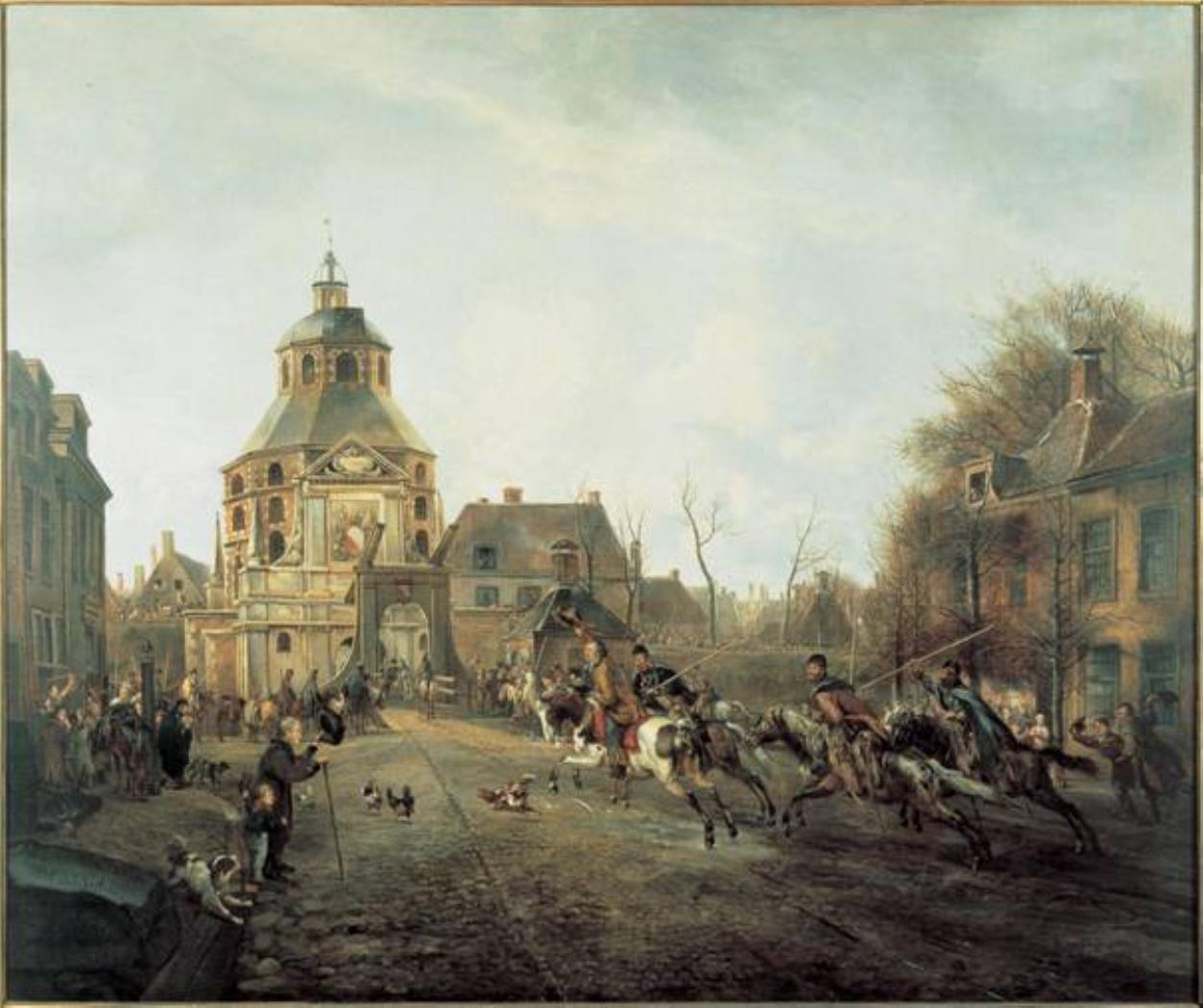
L'Arrivée des Cosaques à Utrecht (1816) Centraal Museum, Utrecht
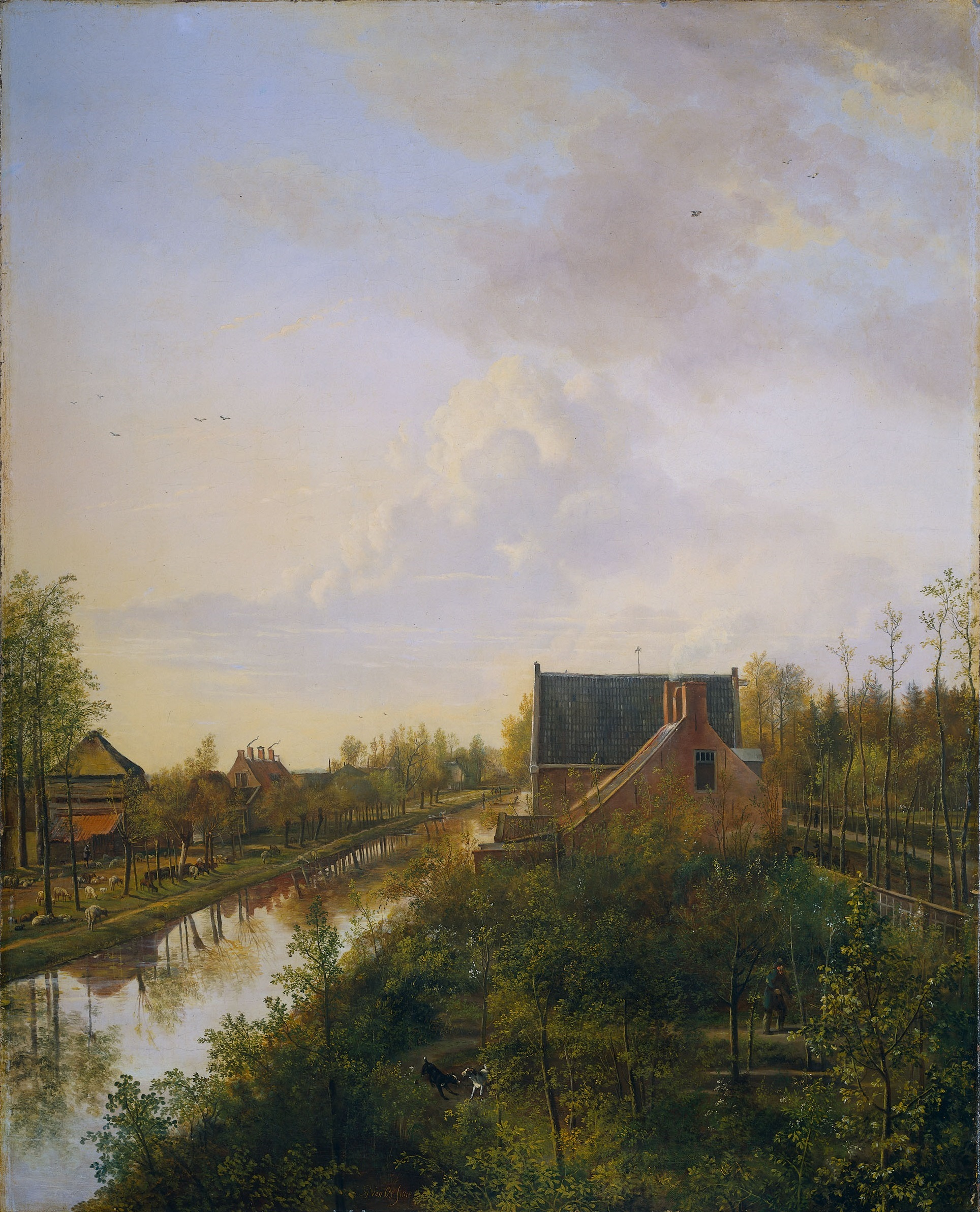
Le Canal à ’s-Graveland (1818) Rijksmuseum, Amsterdam
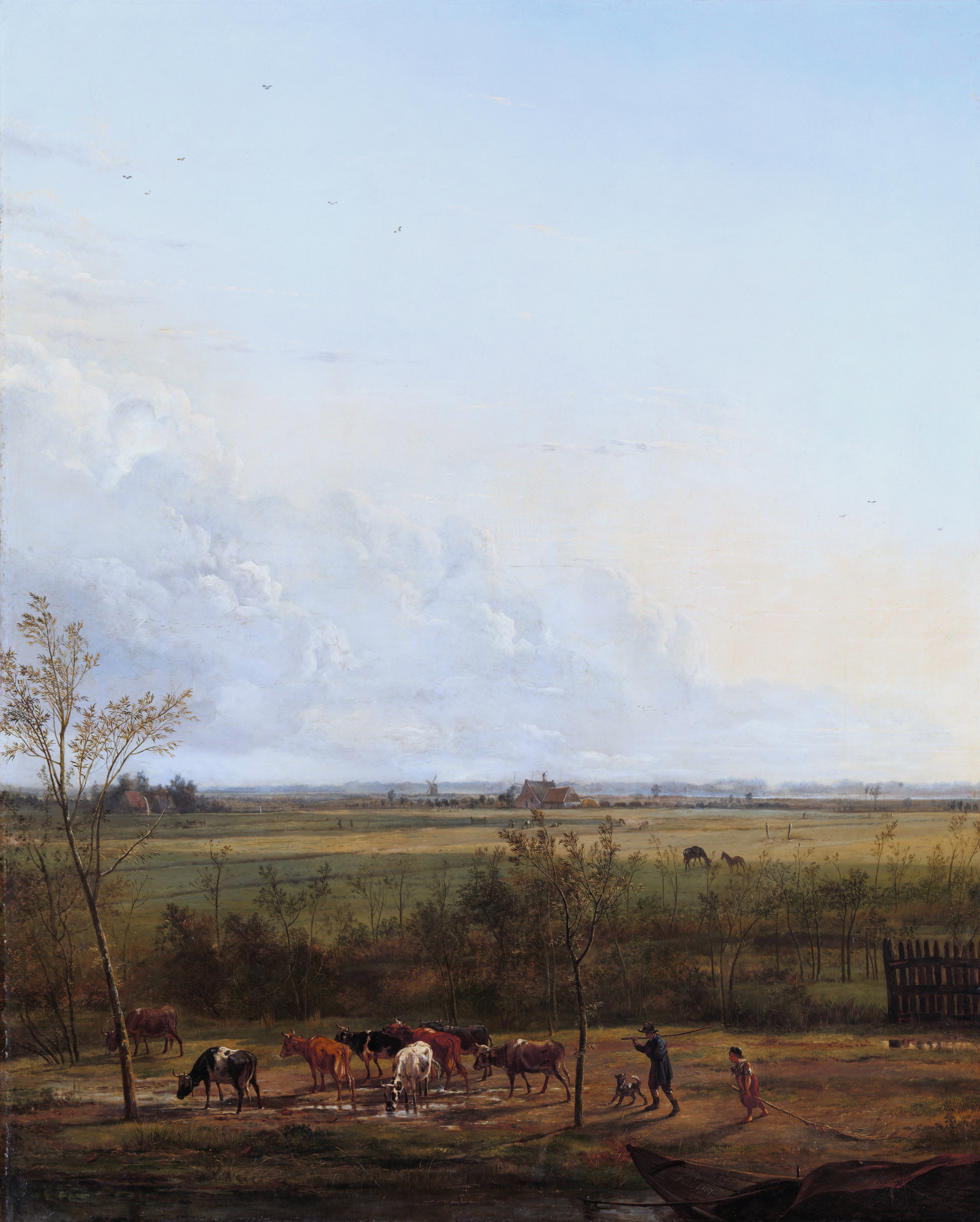
Vue sur les prairies de 's-Graveland (1817) Rijksmuseum, Amsterdam
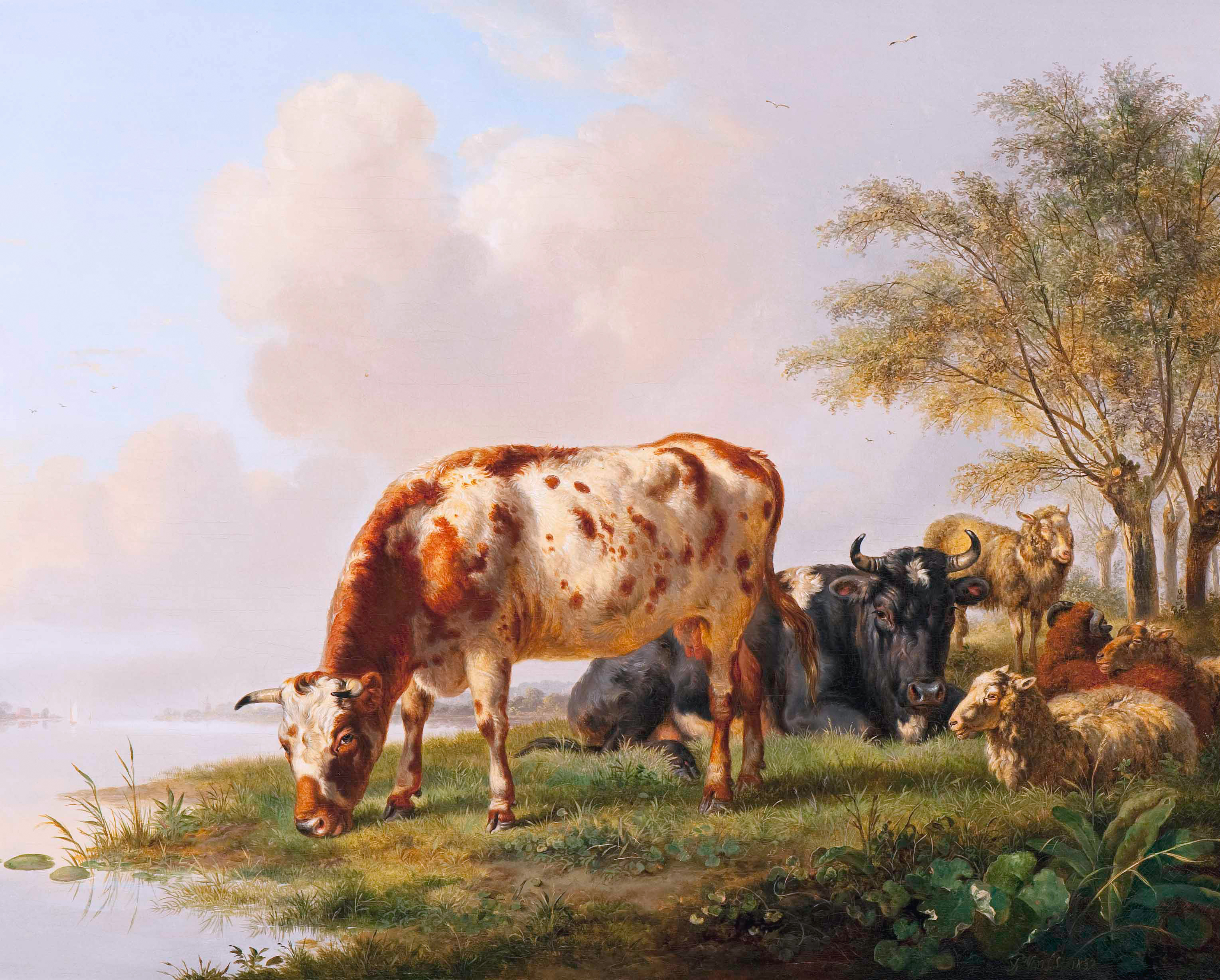
Vaches et moutons au bord du fleuve  (1832)